# Robert Graham William Hawkins Stone
Robert Graham William Hawkins Stone, britanski general, * 1890, † 1974.